# Simulación energética edilicia

Gráfico originalmente publicado en el 3rd International Congress on Energy Efficiency and Renewable Energy Sources Proceedings, 2007 Artículo: Determining energy savings using utility bills: A winning method for ESCOS

Simulación energética edilicia, también llamado modelización energética edilicia (o modelización energética ya en el contexto del escrito), hace referencia al uso de software para predecir el uso de energía en un edificio.

## Características del modelo físico-matemático de los programas usuales
Un modelo energético típico tendrá entradas para el clima; envolvente del edificio; ganancias internas de iluminación, equipos y los ocupantes; calefacción, refrigeración, ventilación y sistemas; horarios de los ocupantes, el equipo y la iluminación. 
El modelo energético debe permitir resultados y salidas relacionadas con el uso de energía en las predicciones típicas y categorías de uso final, como: calefacción, refrigeración, iluminación, ventilación y diversos procesos electromecánicos. Además de las unidades de energía, la mayoría de los programas y software incluyen las tarifas de servicios como datos de entrada y así se puede predecir los costes de energía.

## Aplicaciones y usos frecuentes
- Diseño de edificios:  Muchos edificios comerciales o residenciales buscan cumplir con códigos que regulan la eficiencia energética o sencillamente desean un comportamiento energético óptimo. La modelización energética puede ser utilizara para demostrar este comportamiento eficiente, o predecir el consumo de energía que tendrá una propuesta de desarrollo edilicio.
- Análisis del costo de ciclo de vida: Compara diferentes alternativas de proyectos edilicios con el fin de determinar el costo total más bajo, incluyendo costo del dinero a invertir, costo de energía, costo de mantenimiento y reposición, entre otros relacionados. Algunas veces conocido como análisis del coste total de la propiedad.
- Análisis para reciclado energético:  En conjunto con la Auditoría energética, o Reciclado energético profundo un modelo energético puede ser usado para predecir ahorros asociados a una propuesta de costos de energía medibles y luego verificables mediante monitoreos (también llamados ECMs).

## Normalización y Prácticas
- ASHRAE 90.1:  En EE. UU. la Norma ASHRAE 90.1's Energy Cost Budget (ECB) es un método que permite generar una línea de base y es utilizada para las comparaciones de modelado de energía en edificios.
- IRAM 11604: En Argentina esta norma permite generar una línea de base dando valores admisibles de carga térmica en calefacción de edificios. Su uso es obligatorio por Ley 13059/03 y Decreto Reglamentario 1030/10 en la Provincia de Buenos Aires y por Ley 4458/12 en la Ciudad Autónoma de Buenos Aires.
- IRAM 11659-2: En Argentina esta norma permite generar una línea de base dando valores admisibles de carga térmica en aire acondicionado en refrigeración de edificios. Es de uso obligatorio por Ley 4458/12 en la Ciudad Autónoma de Buenos Aires.

## Asociaciones profesionales y de certificación
Asociaciones profesionales o académicas que trabajan en modelización energética.
- Asociación Argentina de Energías Renovables y Ambiente - ASADES.
- International Building Performance Simulation Association - IBPSA[2]
- Energy Trust of Oregon, Building Simulation Forum[3]

Certificaciones
- BEMP - Building Energy Modeling Professional, administrado por ASHRAE[4]
- BESA - Certified Building Energy Simulation Analyst, administrado por AEE[5]
- CEEE.ar - Certificado de Eficiencia Energética Edilicia, administrado por LAyHS-FAU-UNLP[6]